# غده پاراتیروئید
غده پاراتیروئید (به انگلیسی: Parathyroid gland) یا پادسپردیس که در واقع چهار غده بیضی شکل و مجزا در قسمت خلفی غده تیروئید هستند که با ترشح هورمون پاراتورمون وظیفه کنترل سطح سرمی کلسیم را برعهده دارند. این چهار غده معمولاً در قسمتهای بالا و پایین لوبهای راست و چپ تیروئید در سطح خلفی قرار گرفته‌اند.
این غده باترشح هورمون پاراتورمومن و برخلاف هورمون ترشحی تیرویید (کلسی تونین)، با اثر بر روی کلیه، روده و استخوان میزان یون کلسیم در خون را افزایش می‌دهد:
درکلیه:افزایش بازجذب کلسیم از ادرار
در روده: افزایش جذب کلسیم
در استخوان: آزاد کردن کلسیم به خون

## بیماریزایی
اگر به دلیلی افزایش سطح هورمون پاراتورمون را علی‌رغم سطوح بالای کلسیم سرم داشته باشیم پرکاری پاراتیروئید نامیده می‌شود. البته پرکاری می‌تواند اولیه، ثانویه یا ثالثیه باشد. کاهش سطح هورمون پاراتورمون را علی‌رغم سطوح پایین کلسیم سرم، کم‌کاری پاراتیروئید می‌نامند.
توه‌های پاراتیروئید از دیگر بیماریهای درگیرکننده پاراتیروئید است، این توده‌ها ممکن است به صورت ثانویه از طریق متاستاز و گسترش بدخیمی از ناحیه تیروئید یا دیگر اندامها در مجاورت پاراتیروئید رخ دهد. درمان اولویت دار در برطرف نمودن بدخیمی‌ها جراحی به حساب می‌آید ولی در مواردی که بیماران به دلیل جراحی‌های متعدد دچار چسبندگی در ناحیه می‌شوند یا بنا به هر دلیل امکان جراحی نداشته باشند از قبیل مشکلات قلبی، پزشک می‌تواند از طریق درمان با آر اف توده‌ها را به اصطلاح بسوزاند.
در موارد خوش‌خیمی توده تیروئید یا پاراتیروئید به شرط آنکه توده در سایزی کمتر از ۷ سانتی‌متر بوده باشد، آر اف درمان بسیار مناسبی بوده و در ایران هم از سال ۹۶ در حال انجام است، این روش بدون جراحی امکان سوزاندن توده‌ها را فراهم می‌کند؛ در موارد بدخیمی همان‌طور که گفته شد آر اف در صورتی به کار می‌رود که بیمار بنا به هر دلیل نتواند جراحی نموده یا از جراحی‌های قبلی نتیجه ای نگرفته‌است.

## نگارخانه
ابوالفه

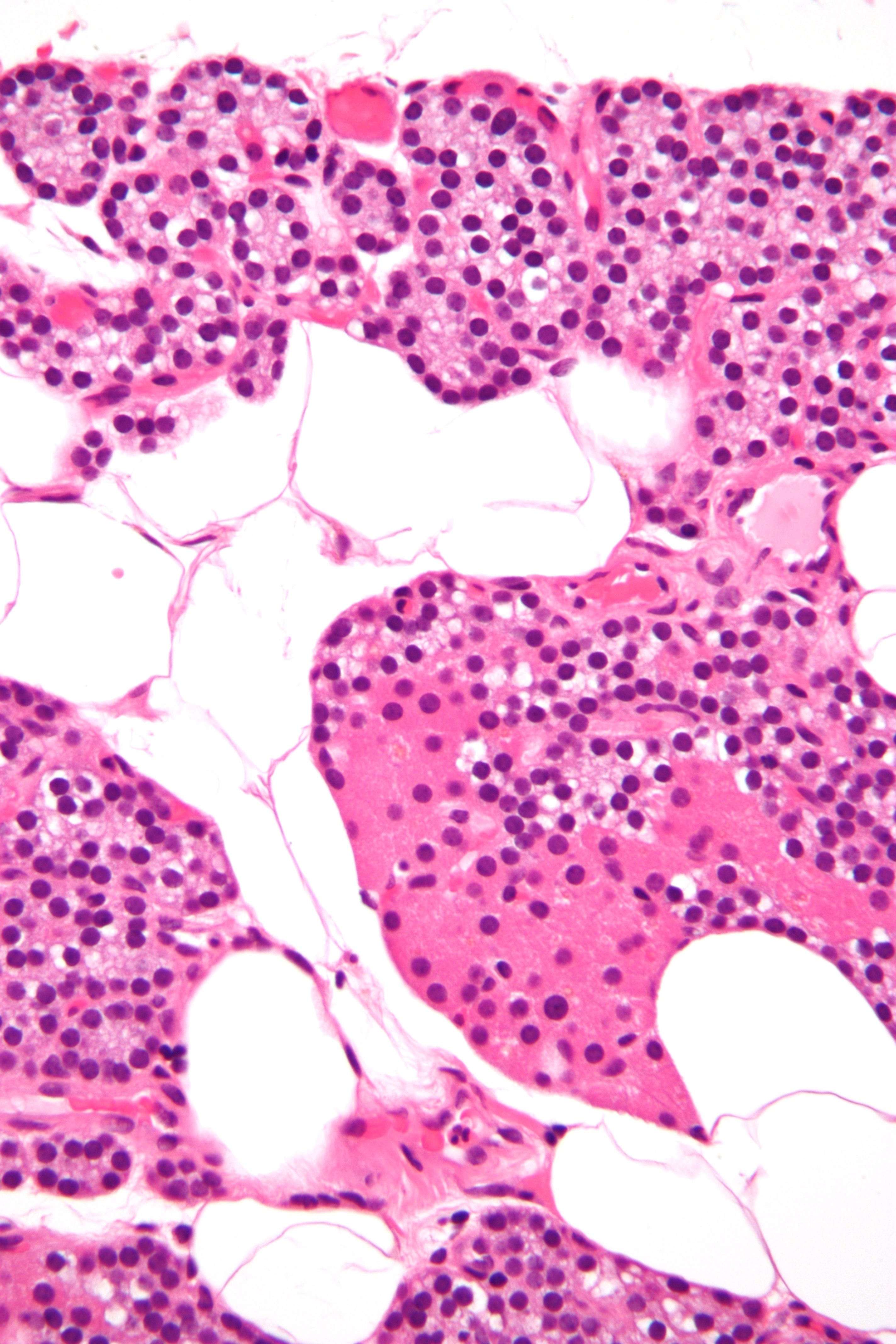
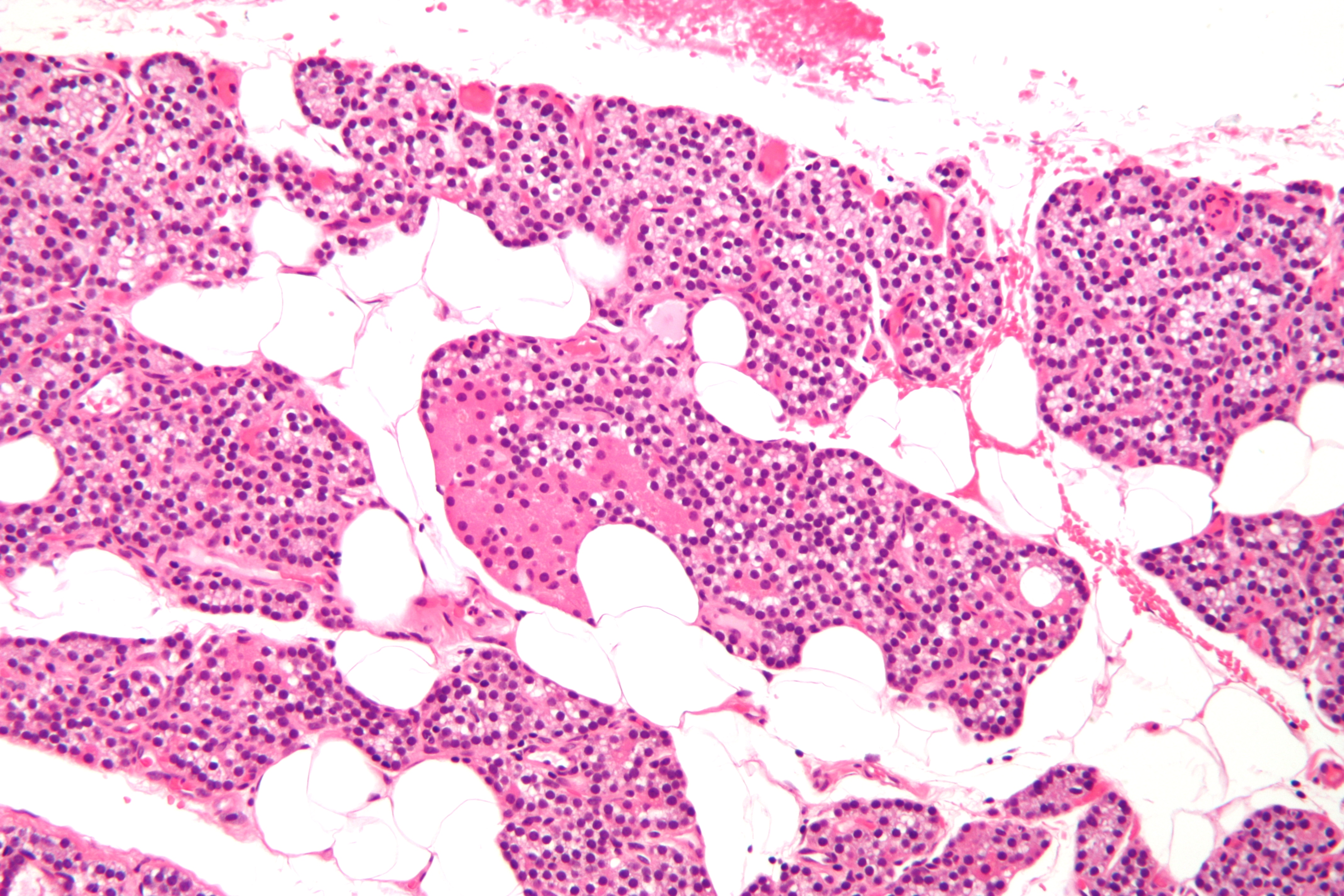
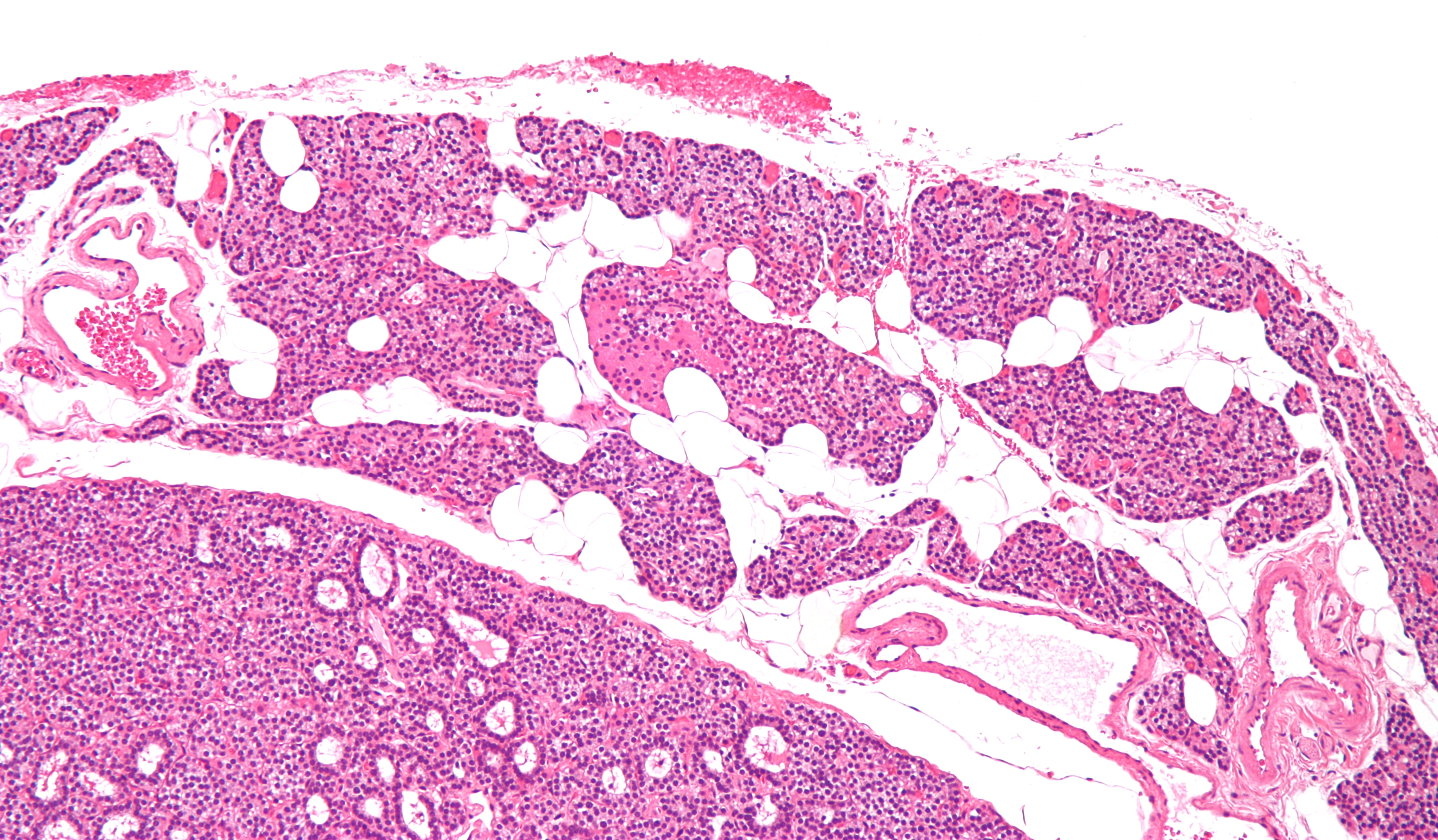
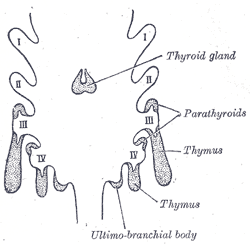
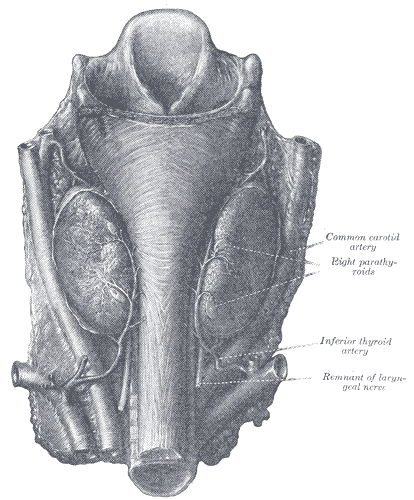

- حسن‌زاده طاهری، محمد مهدی. ابراهیم‌زاده بیدسکان، علیرضا (۱۳۸۷)، آناتومی انسانی پایه، جهاد دانشگاهی مشهد، شابک ۹۴۶۳۲۴۱۸۱۵ مقدار |شابک= را بررسی کنید: checksum (کمک) از پارامتر ناشناخته |نوبت چاپ= صرف‌نظر شد (کمک)